# 主鯔
主鯔為輻鰭魚綱鯔形目鯔科的其中一種，分布於西大西洋區，從貝里斯至巴西；東太平洋區，從墨西哥至厄瓜多海域，體長可達25公分，棲息在沿岸海域、河口，可做為食用魚。

## 擴展閱讀
維基物種上的相關：主鯔